# Saint-Nazaire, Gard
Saint-Nazaire är en kommun i departementet Gard i regionen Occitanien i södra Frankrike. Kommunen ligger i kantonen Bagnols-sur-Cèze som tillhör arrondissementet Nîmes. År 2022 hade Saint-Nazaire 1 297 invånare.

## Befolkningsutveckling
Antalet invånare i kommunen Saint-Nazaire
Referens:INSEE